# Yo-kai Watch Blasters
Yo-kai Watch Blasters: Cricca dei gatti rossi (妖怪ウォッチバスターズ赤猫団?, Yo-kai Watch Busters Akaneko-dan) e Yo-kai Watch Blasters: Banda dei cani pallidi (妖怪ウォッチバスターズ白犬隊?, Yo-kai Watch Busters Shiroinutai) sono una coppia di videogiochi di ruolo pubblicati nel 2015 da Level-5 per Nintendo 3DS, spin-off della serie di Yo-Kai Watch.
In Giappone i due titoli hanno venduto 694 000 copie nei primi due giorni, risultando uno dei titoli più venduti del 2015 nella prima settimana di lancio.